# Tribunal central administrativo
Um tribunal central administrativo (TCA) é em Portugal um tribunal superior (2ª Instância) da jurisdição administrativa. Julga e decide recursos provenientes dos tribunais de 1ª instância da jurisdição administrativa (tribunais
administrativos, tribunais tributários e tribunais administrativos e fiscais).
No âmbito da jurisdição administrativa, os tribunais centrais administrativos são os equivalentes aos tribunais da relação existentes na jurisdição comum (tribunais judiciais).
Existem dois tribunais centrais administrativos: o Tribunal Central Administrativo Sul, com sede em Lisboa, e o Tribunal Central Administrativo Norte, com sede no Porto.
Das decisões dos tribunais centrais administrativos cabe - quando admissível pela lei - recurso para o Supremo Tribunal Administrativo.